# Pensacola (Oklahoma)
Pensacola es un pueblo ubicado en el condado de Mayes en el estado estadounidense de Oklahoma. En el año 2010 tenía una población de 125 habitantes y una densidad poblacional de 312,5 personas por km².

## Geografía
Pensacola se encuentra ubicado en las coordenadas 36°27′20″N 95°7′49″O / 36.45556, -95.13028 (36.455433, -95.130226).

## Demografía
Según la Oficina del Censo en 2000 los ingresos medios por hogar en la localidad eran de $28,750 y los ingresos medios por familia eran $46,250. Los hombres tenían unos ingresos medios de $19,583 frente a los $23,750 para las mujeres. La renta per cápita para la localidad era de $14,102. Alrededor del 31.7% de la población estaban por debajo del umbral de pobreza.